# Atletismo nos Jogos Olímpicos de Verão de 2024 - Maratona masculina

Vídeo oficial

A prova da maratona masculina do atletismo nos Jogos Olímpicos de Verão de 2024 ocorreu em 10 de agosto de 2024 num percurso ao longo de Paris, com início no Hôtel de Ville e final no Les Invalides. Um total de 81 atletas de 47 Comitês Olímpicos Nacionais (CON) participaram do evento.
O etíope Tamirat Tola ganhou a medalha de ouro, estabelecendo o novo recorde olímpico (2h06min26s), seis segundos mais rápido do que o antigo recorde olímpico, que pertencia a Samuel Wanjiru em Pequim 2008. A prata ficou com o belga Bashir Abdi (2h06min47s) e a medalha de bronze ficou com o queniano Benson Kipruto (2h07min00s).

## Antecedentes
O atleta queniano Kelvin Kiptum, que havia quebrado o recorde mundial em 2023, era um dos favoritos para vencer a competição. No entanto, em fevereiro de 2024, Kiptum morreu aos 24 anos em um acidente de carro no Quênia.
O único representante do Brasil classificado, Daniel Nascimento, não pôde competir após testar positivo para três substâncias proibidas: drostanolona, metenolona e nandrolona, que são hormônios anabolizantes. Os representantes lusófonos na prova foram o cabo-verdiano Samuel Freire e o português Samuel Barata.

## Qualificação
Para cumprir com o limite de 80 atletas imposta pelo Comitê Olímpico Internacional (COI), a World Athletics estreou um novo sistema de qualificação antes dos Jogos. Cada Comitê Olímpico Nacional (CON) seria elegível para enviar três atletas para competir na maratona; no entanto, cada vaga deveria ser "desbloqueada" de uma das três maneiras entre 6 de novembro de 2022 e 30 de abril de 2024. Para desbloquear vagas garantidas para seu CON, os atletas deveriam correr abaixo de 2h08min10s em uma corrida qualificada dentro do período de tempo determinado. Os atletas também poderiam desbloquear uma vaga para seu país ficando entre os cinco primeiros em uma corrida de nível platina da World Athletics ou alcançando uma classificação alta o suficiente no ranking mundial. Os rankings mundiais foram usados para preencher quaisquer inscrições não alocadas para vagas desbloqueadas por tempo. Depois que as vagas fossem desbloqueadas para um CON, esta poderia selecionar atletas para preencher suas vagas como achasse adequado. Embora qualquer atleta pudesse ser designado para uma vaga desbloqueada, ele deveria ter atingido pelo menos o "Tempo de Realocação de Cota" de 2h11min30s.
Os CONs também poderiam usar um lugar de universalidade na maratona. Qualquer CON sem atleta qualificado poderia inscrever seu corredor mais bem classificado na maratona, independentemente dos padrões de qualificação.

## Calendário
Horário local (UTC+2)
| Data                 | Horário | Fase  |
| -------------------- | ------- | ----- |
| 10 de agosto de 2024 | 8:00    | Final |

## Medalhistas
| Ouro   | ETH Tamirat Tola   |
| Prata  | BEL Bashir Abdi    |
| Bronze | KEN Benson Kipruto |

## Recordes
Antes desta competição, os recordes mundiais e olímpicos da prova eram os seguintes:
| Tipo | Atleta         | Tempo   | Local   | Data                 |
| ---- | -------------- | ------- | ------- | -------------------- |
|      | Kelvin Kiptum  | 2:00:35 | Chicago | 8 de outubro de 2023 |
|      | Samuel Wanjiru | 2:06:32 | Pequim  | 24 de agosto de 2008 |

### Por região
| Área                               | Atleta                     | Tempo   |
| ---------------------------------- | -------------------------- | ------- |
| África                             | Kelvin Kiptum (KEN)        | 2:00:35 |
| Ásia                               | El-Hassan El-Abbassi (BHR) | 2:04:43 |
| Europa                             | Bashir Abdi (BEL)          | 2:03:36 |
| América do Norte, Central e Caribe | Cameron Levins (CAN)       | 2:05:36 |
| Oceania                            | Brett Robinson (AUS)       | 2:07:31 |
| América do Sul                     | Daniel Nascimento (BRA)    | 2:04:51 |

## Resumo

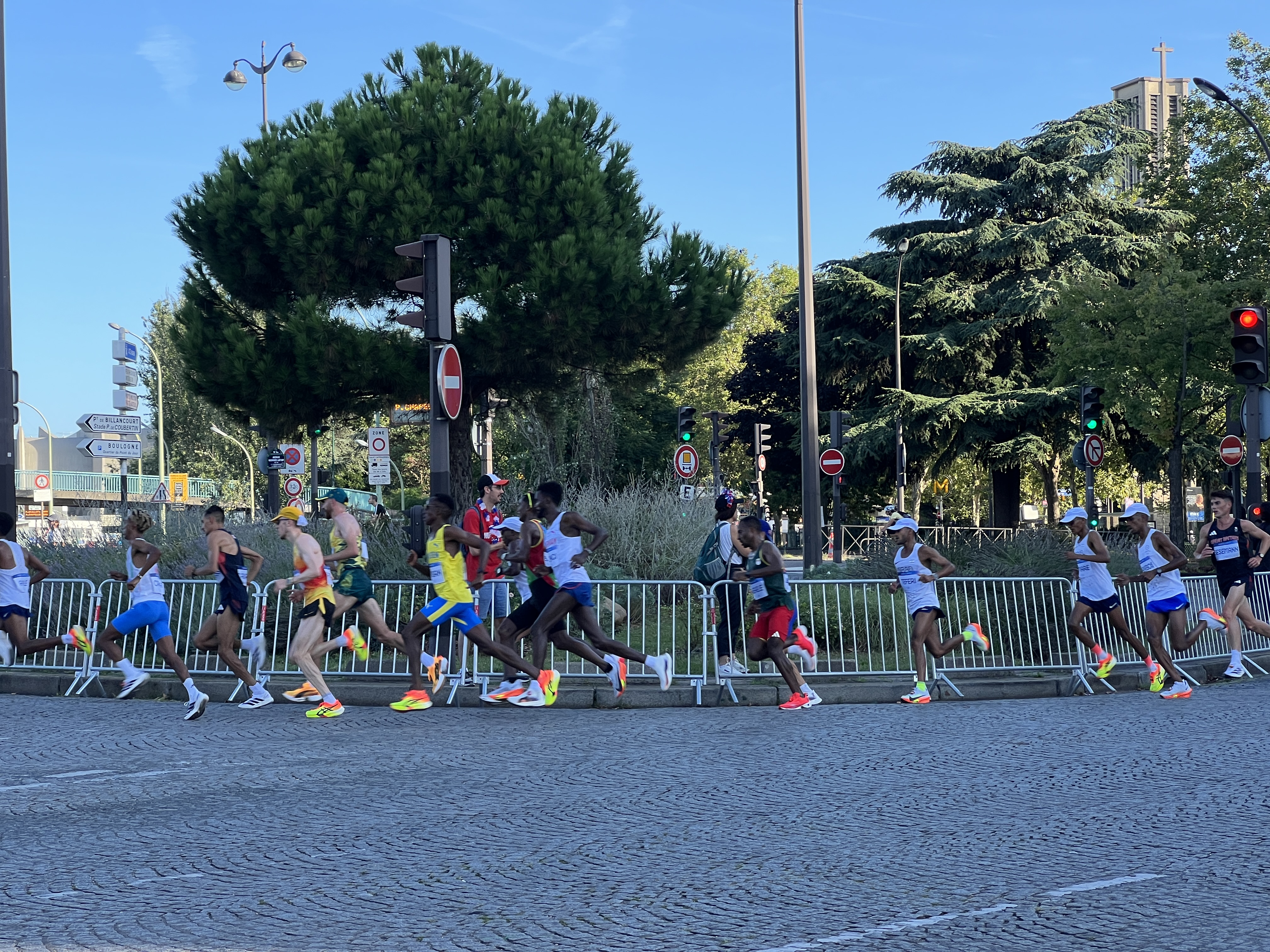
Pelotão durante a prova

Nos primeiros 5 km, o campeão mundial de 2023 da maratona Victor Kiplangat passou na liderança, com o chinês Yang Shaohui em segundo. Após os 10 km, esses atletas se mantiveram à frente, mas com as posições invertidas. Vindo de trás, o italiano Eyob Faniel passou nos 15 km e 20 km na liderança. Já na metade da prova, o etíope Tamirat Tola já despontou na primeira posição, se mantendo no pelotão da frente. Nos últimos 12 km, Tola começou a correr isolado na liderança, posição que manteve até o fim, garantindo a medalha de ouro e o recorde olímpico. Essa foi a segunda medalha olímpica do atleta da Etiópia, que havia ganhado a medalha de bronze nos 10 000 m nos Jogos Olímpicos do Rio, em 2016.
Bashir Abdi, atleta nascido na Somália e naturalizado belga, ultrapassou Deresa Geleta após os 35 km e assumiu a segunda posição. Conseguiu manter a posição, garantindo a medalha de prata. Benson Kipruto assumiu a terceira posição e ainda chegou a atacar Abdi, mas não obteve sucesso, e acabou ficando com a medalha de bronze.
O bicampeão olímpico da prova e ex-recordista mundial, o queniano Eliud Kipchoge, se manteve no pelotão da frente nos 15 km iniciais, mas após ficar para trás, acabou abandonando a prova perto dos 30 km. Durante a prova, Kipchoge levou a mão ao quadril em diversos momentos. Kenenisa Bekele, campeão olímpico dos 10 000 m (2004 e 2008) e dos 5 000 m (2004) terminou no 39º lugar.

## Resultados

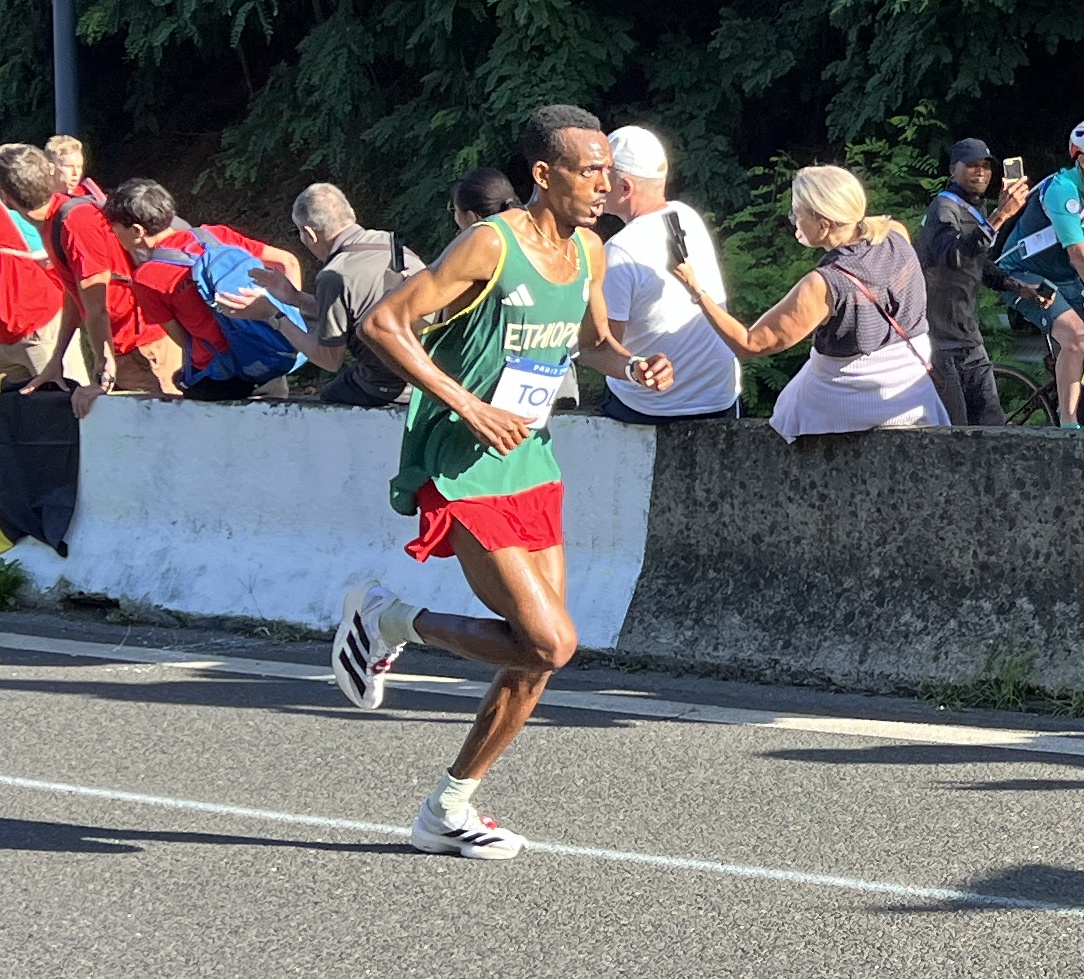
Tamirat Tola foi o primeiro a completar o percurso da maratona

A prova ocorreu em 10 de agosto, começando às 8h00 locais.
| Pos.              | Atleta                  | CON                               | Tempo   | Diferença | Notas                |
| ----------------- | ----------------------- | --------------------------------- | ------- | --------- | -------------------- |
| Medalha de ouro   | Tamirat Tola            | ETH Etiópia                       | 2:06:26 |           | ,                    |
| Medalha de prata  | Bashir Abdi             | BEL Bélgica                       | 2:06:47 | +0:21     | Recorde da temporada |
| Medalha de bronze | Benson Kipruto          | KEN Quênia                        | 2:07:00 | +0:34     |                      |
| 4                 | Emile Cairess           | GBR Grã-Bretanha                  | 2:07:29 | +1:03     |                      |
| 5                 | Deresa Geleta           | ETH Etiópia                       | 2:07:31 | +1:05     |                      |
| 6                 | Akira Akasaki           | JPN Japão                         | 2:07:32 | +1:06     | Recorde pessoal      |
| 7                 | Tebello Ramakongoana    | LES Lesoto                        | 2:07:58 | +1:32     | Recorde nacional     |
| 8                 | Conner Mantz            | USA Estados Unidos                | 2:08:12 | +1:46     | Recorde da temporada |
| 9                 | Clayton Young           | USA Estados Unidos                | 2:08:44 | +2:18     | Recorde da temporada |
| 10                | Samsom Amare            | ERI Eritreia                      | 2:08:56 | +2:30     | Recorde da temporada |
| 11                | Elroy Gelant            | RSA África do Sul                 | 2:09:07 | +2:41     |                      |
| 12                | Richard Ringer          | GER Alemanha                      | 2:09:18 | +2:52     | Recorde da temporada |
| 13                | Suguru Osako            | JPN Japão                         | 2:09:25 | +2:59     | Recorde da temporada |
| 14                | Bouh Ibrahim            | DJI Djibuti                       | 2:09:31 | +3:05     | Recorde da temporada |
| 15                | Samuel Fitwi Sibhatu    | GER Alemanha                      | 2:09:50 | +3:24     |                      |
| 16                | Nicolas Navarro         | FRA França                        | 2:09:56 | +3:30     | Recorde da temporada |
| 17                | Alphonce Simbu          | TAN Tanzânia                      | 2:10:03 | +3:37     |                      |
| 18                | Othmane El Goumri       | MAR Marrocos                      | 2:10:06 | +3:40     |                      |
| 19                | Isaac Mpofu             | ZIM Zimbabwe                      | 2:10:09 | +3:43     | Recorde da temporada |
| 20                | Hassan Chahdi           | FRA França                        | 2:10:09 | +3:43     |                      |
| 21                | Alexander Mutiso Munyao | KEN Quênia                        | 2:10:31 | +4:05     |                      |
| 22                | Michael Somers          | BEL Bélgica                       | 2:10:32 | +4:06     |                      |
| 23                | Naoki Koyama            | JPN Japão                         | 2:10:33 | +4:07     |                      |
| 24                | Patrick Tiernan         | AUS Austrália                     | 2:10:34 | +4:08     |                      |
| 25                | Yemaneberhan Crippa     | ITA Itália                        | 2:10:36 | +4:10     |                      |
| 26                | Maru Teferi             | ISR Israel                        | 2:10:42 | +4:16     | Recorde da temporada |
| 27                | Stephen Mokoka          | RSA África do Sul                 | 2:10:59 | +4:33     |                      |
| 28                | Suldan Hassan           | SWE Suécia                        | 2:11:21 | +4:55     |                      |
| 29                | Han Il-ryong            | PRK Coreia do Norte               | 2:11:21 | +4:55     |                      |
| 30                | Matthias Kyburz         | SUI Suíça                         | 2:11:32 | +5:06     |                      |
| 31                | Gashau Ayale            | ISR Israel                        | 2:11:36 | +5:10     |                      |
| 32                | Sondre Nordstad Moen    | NOR Noruega                       | 2:11:39 | +5:13     | Recorde da temporada |
| 33                | Yaseen Abdalla          | SUD Sudão                         | 2:11:41 | +5:15     | Recorde nacional     |
| 34                | Ibrahim Chakir          | ESP Espanha                       | 2:11:44 | +5:18     |                      |
| 35                | Zouhair Talbi           | MAR Marrocos                      | 2:11:51 | +5:25     |                      |
| 36                | Cameron Levins          | CAN Canadá                        | 2:11:56 | +5:30     | Recorde da temporada |
| 37                | Victor Kiplangat        | UGA Uganda                        | 2:11:59 | +5:33     |                      |
| 38                | Tadesse Abraham         | SUI Suíça                         | 2:12:22 | +5:56     |                      |
| 39                | Kenenisa Bekele         | ETH Etiópia                       | 2:12:24 | +5:58     |                      |
| 40                | Wu Xiangdong            | CHN China                         | 2:12:34 | +6:08     |                      |
| 41                | Yago Rojo               | ESP Espanha                       | 2:12:43 | +6:17     | Recorde da temporada |
| 42                | Tachlowini Gabriyesos   | EOR Equipe Olímpica de Refugiados | 2:12:47 | +6:21     |                      |
| 43                | Eyob Faniel             | ITA Itália                        | 2:12:50 | +6:24     |                      |
| 44                | Girmaw Amare            | ISR Israel                        | 2:12:51 | +6:25     | Recorde da temporada |
| 45                | Andrew Buchanan         | AUS Austrália                     | 2:12:58 | +6:32     |                      |
| 46                | Philip Sesemann         | GBR Grã-Bretanha                  | 2:13:08 | +6:42     |                      |
| 47                | Rory Linkletter         | CAN Canadá                        | 2:13:09 | +6:43     |                      |
| 48                | Samuel Barata           | POR Portugal                      | 2:13:23 | +6:57     | Recorde da temporada |
| 49                | Liam Adams              | AUS Austrália                     | 2:13:33 | +7:07     | Recorde da temporada |
| 50                | Felix Bour              | FRA França                        | 2:13:46 | +7:20     | Recorde da temporada |
| 51                | Daniele Meucci          | ITA Itália                        | 2:14:02 | +7:36     |                      |
| 52                | Zerei Kbrom Mezngi      | NOR Noruega                       | 2:14:14 | +7:48     | Recorde da temporada |
| 53                | Carlos Díaz             | CHI Chile                         | 2:14:25 | +7:59     |                      |
| 54                | Henok Tesfay            | ERI Eritreia                      | 2:14:31 | +8:05     |                      |
| 55                | Yang Shaohui            | CHN China                         | 2:14:48 | +8:22     |                      |
| 56                | Samuel Freire           | CPV Cabo Verde                    | 2:15:05 | +8:39     |                      |
| 57                | Mahamed Mahamed         | GBR Grã-Bretanha                  | 2:15:19 | +8:53     |                      |
| 58                | Khalid Choukoud         | NED Países Baixos                 | 2:15:25 | +8:59     | Recorde da temporada |
| 59                | Hugo Catrileo           | CHI Chile                         | 2:15:44 | +9:18     |                      |
| 60                | Héctor Garibay          | BOL Bolívia                       | 2:15:54 | +9:28     | Recorde da temporada |
| 61                | Koen Naert              | BEL Bélgica                       | 2:16:33 | +10:07    | Recorde da temporada |
| 62                | Andrew Rotich Kwemoi    | UGA Uganda                        | 2:17:28 | +11:02    |                      |
| 63                | Leonard Korir           | USA Estados Unidos                | 2:18:45 | +12:19    |                      |
| 64                | Berhane Tesfay          | ERI Eritreia                      | 2:18:50 | +12:24    |                      |
| 65                | Mo'ath Alkhawaldeh      | JOR Jordânia                      | 2:20:01 | +13:35    | Recorde da temporada |
| 66                | Alberto González Mindez | GUA Guatemala                     | 2:22:12 | +15:46    | Recorde da temporada |
| 67                | He Jie                  | CHN China                         | 2:22:31 | +16:05    |                      |
| 68                | Tariku Novales          | ESP Espanha                       | 2:25:50 | +19:24    | Recorde da temporada |
| 69                | Dario Ivanovski         | MKD Macedônia do Norte            | 2:28:15 | +21:49    |                      |
| 70                | Valentin Betoudji       | CHA Chade                         | 2:32:11 | +25:45    |                      |
| 71                | Bat-Ochiryn Ser-Od      | MGL Mongólia                      | 2:42:33 | +36:07    |                      |
| —                 | Abdi Nageeye            | NED Países Baixos                 | –       | 40 km     | DNF                  |
| —                 | Mohcin Outalha          | MAR Marrocos                      | –       | 35 km     | DNF                  |
| —                 | Gabriel Geay            | TAN Tanzânia                      | –       | 30 km     | DNF                  |
| —                 | Eliud Kipchoge          | KEN Quênia                        | –       | 30 km     | DNF                  |
| —                 | Shokhrukh Davlatov      | UZB Uzbequistão                   | –       | 30 km     | DNF                  |
| —                 | Amanal Petros           | GER Alemanha                      | –       | 30 km     | DNF                  |
| —                 | Stephen Kissa           | UGA Uganda                        | –       | 25 km     | DNF                  |
| —                 | Kaan Kigen Özbilen      | TUR Turquia                       | –       | Metade    | DNF                  |
| —                 | Cristhian Pacheco       | PER Peru                          | –       | 15 km     | DNF                  |
| —                 | Eduardo Garcia          | ISV Ilhas Virgens Americanas      | –       | 5 km      | DNF                  |

Legenda
| Recorde mundial      | Recorde mundial (World record)               |                       | Recorde africano                      | Recorde africano (African) |                                           | Q | Classificado por posição (Qualified) |
| Recorde olímpico     | Recorde olímpico (Olympic record)            | Recorde da América    | Recorde da América (Americas)         | q                          | Classificado por melhor tempo (Qualified) |   |                                      |
| Melhor marca do ano  | Melhor marca do ano (World leading)          | Recorde asiático      | Recorde asiático (Asian)              | DNS                        | Não largou (Did not start)                |   |                                      |
| Recorde nacional     | Recorde nacional (National record)           | Recorde europeu       | Recorde europeu (European)            | DNF                        | Não terminou (Did not finish)             |   |                                      |
| Recorde pessoal      | Recorde pessoal do atleta (Personal best)    | Recorde da Oceania    | Recorde da Oceania (Oceania)          | DSQ / DQ                   | Desclassificado (Disqualified)            |   |                                      |
| Recorde da temporada | Recorde da temporada do atleta (Season best) | Recorde sul-americano | Recorde sul-americano (South America) | NM                         | Sem marca (No mark)                       |   |                                      |